# Peter Vermes
Peter Joseph Vermes (Willingboro, Nova Jersey, EUA, 21 de novembre de 1966) és un exfutbolista i entrenador estatunidenc que dirigeix des de l'any 2009 l'Sporting Kansas City de la Major League Soccer. Com a jugador, Vermes va jugar diverses temporades de davanter a Hongria, Holanda i Espanya, i va acabar la seva etapa com a futbolista professional jugant de defensa a la MLS. Vermes va ser internacional amb la selecció dels Estats Units en 66 partits, marcant un total d'11 gols. Amb la selecció, va participar en els Jocs Olímpics de 1988, la Copa del Món de 1990 i la Copa d'Or de la CONCACAF de 1991.

## Palmarès
Com a jugador
- 1 Major League Soccer (2000)
- 1 Copa d'Or de la CONCACAF (1991)[2]

Com a entrenador
- 1 Major League Soccer (2013)
- 3 US Open Cup (2012, 2015, 2017)